# Odo von Vermandois
Odo von Vermandois (französisch Eudes de Vermandois; * wohl 910; † nach 19. Juni 946) war 928–931 Graf von Vienne und 941–944 Graf von Amiens. Er war der älteste Sohn von Graf Heribert II. von Vermandois und Adela von Frankreich. Seine Mutter war vermutlich die Tochter von Robert I., dem späteren Grafen von Paris und König der Franken.
Im Jahr 928 übergab ihm Hugo von Arles, König von Niederburgund, der seit 926 auch König von Italien war, die Grafschaft Vienne. Es ist aber nicht bekannt, ob Odo von Vermandois dort tatsächlich zur Regierung kam, zumal die Stadt ab 931 von Karl Konstantin, dem Sohn von Hugos Vorgänger Ludwig III. gehalten wurde.
Ab 938 verbündete er sich mit König Ludwig IV. von Frankreich gegen seinen Vater und erhielt von ihm die Stadt Laon; im Jahr 941 bemächtige er sich der Grafschaft Amiens, aus der er drei Jahre später, 944, wieder – und zwar von königlichen Truppen – verjagt wurde.
Sein Vater war im Jahr zuvor (943) gestorben, die Nachfolge konnte er offenbar nicht antreten, und auch bei der Verteilung des Erbes im Jahr 946 scheint er nicht berücksichtigt worden zu sein. Nach dem 19. Juni 946 tritt er in den Dokumenten nicht mehr auf.